# Cola acuminata
Cola acuminata là một loài thực vật có hoa trong họ Cẩm quỳ. Loài này được (P.Beauv.) Schott & Endl. mô tả khoa học đầu tiên năm 1832.